# Lancino Curti

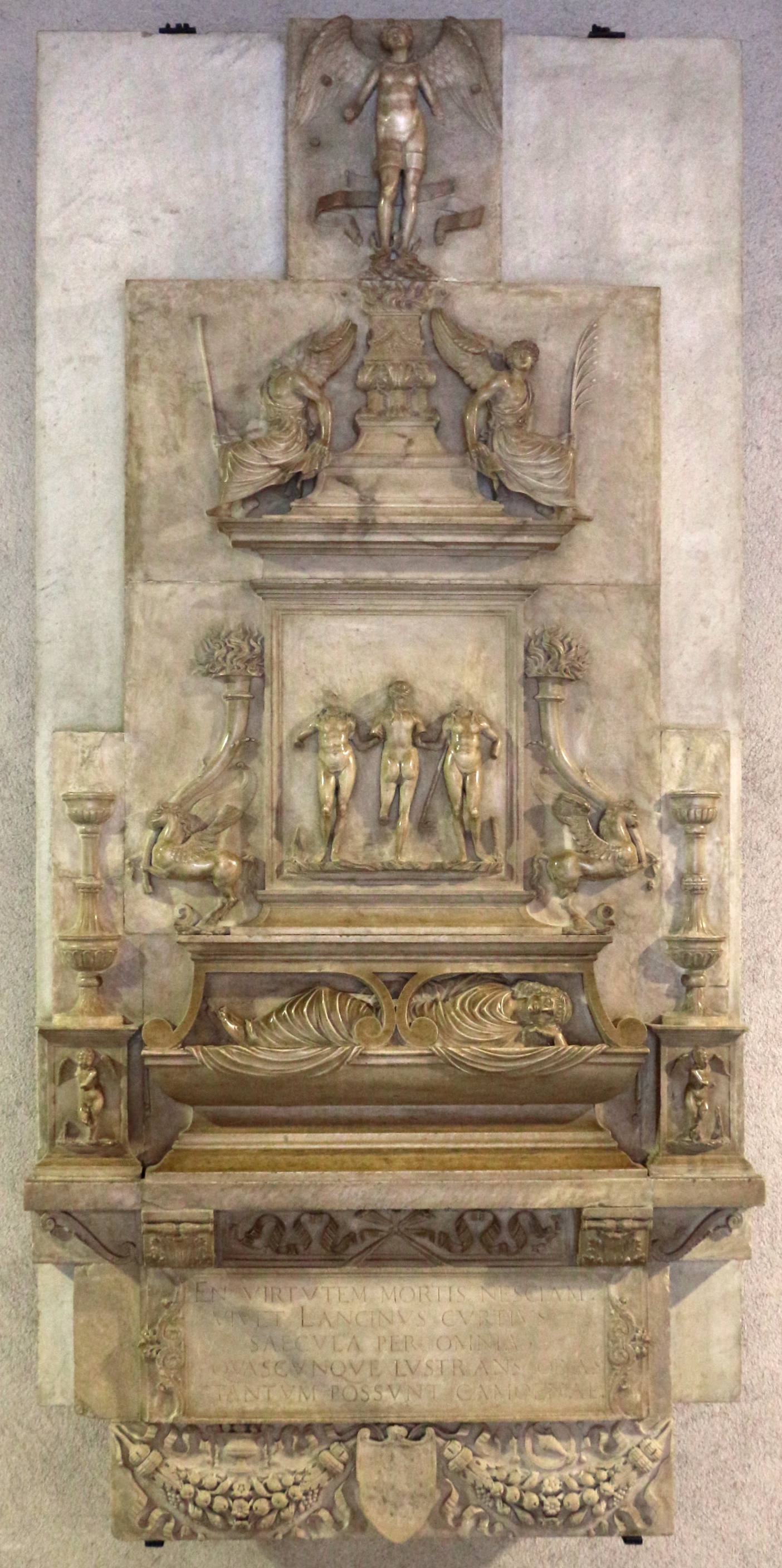
Milano, Castello Sforzesco, tomba di Lancino Curzio, opera di Agostino Busti, 1513

Lancino Curti, citato anche come Corte, Corti, Curzi, Curzio, Curtius, (Ducato di Milano, ... – Ducato di Milano, 2 febbraio 1512) è stato un poeta italiano.

## Biografia
Milanese di nascita, ebbe come precettore l'umanista Giorgio Merula, dal quale apprese il greco e il latino. Fu poeta in lingua latina alla corte di Ludovico il Moro e amico del poeta Matteo Bandello. Fu prolifico autore di epigrammi per ben due decenni e lasciò dieci libri di Silvae in due grandi volumi stampati per la prima volta a Milano nel 1521 a spese e cura del nipote Gaspare della Chiesa, di nobile famiglia milanese. Come poeta compose inoltre alcuni versi in lingua lombarda, nelle varianti milanese e pavese, contenuti all'interno del codice Magliabechiano, custodito oggi nella Biblioteca nazionale di Firenze, e diversi sonetti in cui viene derisa la figura di Baldassarre Tacconi, segretario e poeta presso la corte sforzesca.
Il poeta morì secondo alcuni a 50 anni, molto vecchio secondo altri, ed ebbe tempo di ordinare la propria ricca produzione poetica ma non di darle la ripulitura che aveva in animo di compiere, lasciando al nipote della Chiesa il volume a stampa del primo decennio del XVI secolo, e che fu ritrovato a Firenze nel 1911: questa edizione non differisce da quella originale del 1521.
Secondo una parte della critica il Curti poetava in un latino rozzo, stentato e prosastico; i suoi epigrammi risultano di volta in volta acrostici, serpentini o retrogradi e suscitano oggi interesse soprattutto per il ricorrere di nomi di importanti nobili milanesi coevi del poeta.
Fortemente criticato da Paolo Giovio, le cronache riferiscono che il Curti fosse animato da un carattere singolare: avendo in spregio i suoi tempi perché degeneri e distanti dal suo modo di intendere il mondo, egli si ostinava a vestirsi all'antica, con una lunghissima capigliatura e una toga, nonostante dopo la calata dei francesi con Carlo VIII avesse mutato aspetto tagliandosi i capelli e sfoggiando una lunga barba.
Al Curti fu eretto nella chiesa di San Marco di Milano un monumento tombale opera del Bambaja, oggi esposto al Museo d'arte antica del Castello Sforzesco.

## Opere
- Meditatio in Hebdomadam Olivarum, pubblicata nel 1508.

## Celebrazioni
Il poeta Matteo Bandello ha dedicato a Lancino Curti la Novella IX della Prima parte (1554).